# Рибка на ім'я Ванда
«Ри́бка на ім'я́ Ва́нда» — американська комедія 1988 року за участю Джона Кліза, Джеймі Лі Кертіс, Кевіна Клайна, Майкла Пеліна та Тома Джорджсона Тома Джоржсона.

## Сюжет
Чотири грабіжники: шахрайка Ванда Гершвіц (Джеймі Лі Кертіс) та троє її коханців — Джордж Томасон (Том Джорджсон), Отто Вест (Кевін Клайн) і Кен Пайл (Майкл Пелін) пограбували офіс ювелірної компанії. Награбовані коштовності вони заховали у сейфі в старому гаражі. Ванда збирається усе привласнити, а тому здає поліції ватажка банди Джорджа і з не дуже мудрим Отто їде забрати награбоване. Але сейф порожній — ще перед арештом Джордж встигає переховати ювелірні цінності та передає ключик від нового сейфу заїкуватому Кенові Пайлу, який сховав його в акваріумі, де плаває його улюблена рибка Ванда. Щоб довідатися, де тепер заховані коштовності, Ванда Гершвіц починає роман з адвокатом Джорджа — Арчі Лінчем (Джон Кліз). Після численних інтриг і різних перипетій гинуть головний свідок пограбування і рибка Ванда.

## В ролях
- Джон Кліз — Арчі Лінч
- Джеймі Лі Кертіс — Ванда Гершвіц
- Кевін Клайн — Отто Вест
- Майкл Пелін — Кен Пайл
- Том Джорджсон(інші мови) — Джордж Томасон
- Марія Айткін(інші мови) — Венді Ліч
- Патрісія Гейс(інші мови) — місіс Коді
- Джеффрі Палмер(інші мови) — суддя
- Стівен Фрай — чоловік в аеропорту

## Нагороди та номінації

### Нагороди
- 1989 — 1 Оскар: Найкраща чоловіча роль другого плану (Кевін Кляйн);
- 1989 — 2 нагороди Британської академії: Найкраща чоловіча роль (Джон Кліз), Найкраща чоловіча роль другого плану (Майкл Пелін)
- 1989 — 1 нагорода Американської спілки композиторів, авторів та видавців: Top Box Office Films (Джон Дю През);
- 1989 — 1 нагорода Давіда ді Донателло: Найкращий іноземний сценарій (Джон Кліз);
- 1989 — 2 нагороди Evening Standard British Film: Найкращий фільм (Чарльз Крічтон), нагорода Пітера Селлерса за комедію (Чарльз Крічтон);
- 1989 — 1 нагорода премії Золотий екран: дистриб'ютор (United International Pictures)

### Номінації
- 1989 — дві номінації на премію «Оскар» Найкращий режисер (Чарльз Крічтон), Найкращий оригінальний сценарій;
- 1989 — три номінації на премію «Золотий глобус»: Найкращий фільм (комедія або мюзикл), Найкраща чоловіча роль (комедія або мюзикл) (Джон Кліз), Найкраща жіноча роль (комедія або мюзикл) (Джеймі Лі Кертіс);
- 1989 — сім номінацій на премію Британської кіноакадемії: Найкращий фільм, Найкраща чоловіча роль (Кевін Кляйн), Найкраща жіноча роль (Джеймі Лі Кертіс), Найкраща жіноча роль другого плану (Марія Аіткен), Найкращий режисер (Чарльз Крічтон), Найкращий оригінальний сценарій, Найкращий монтаж;
- 1989 — одна номінація на премію Американської гільдії режисерів: За видатні режисерські здобутки в кінематографії (Чарльз Крічтон);
- 1989 — одна номінація на премію Едгара Аллана По: Найкращий фільм (Джон Кліз);
- 1989 — одна номінація на премію Американської гільдії письменників: Найкращий оригінальний сценарій(Чарльз Крічтон, Джон Кліз).